# Vật lý kinh tế
Vật lý kinh tế là một lĩnh vực nghiên cứu liên ngành, áp dụng các lý thuyết và phương pháp ban đầu được các nhà vật lý phát triển để giải quyết các vấn đề trong kinh tế học, thường là những vấn đề bao gồm các quá trình không chắc chắn hoặc ngẫu nhiên và động lực phi tuyến. Một số ứng dụng của nó vào nghiên cứu thị trường tài chính cũng được gọi là tài chính thống kê liên quan đến nguồn gốc của nó trong vật lý thống kê. Vật lý kinh tế có liên quan chặt chẽ với vật lý xã hội.

## Lịch sử
Sự quan tâm của các nhà vật lý đối với khoa học xã hội không phải là mới; Daniel Bernoulli, là một ví dụ, là người đưa ra khái niệm các sở thích dựa trên tính khả dụng của chúng. Một trong những người sáng lập lý thuyết kinh tế tân cổ điển, cựu Giáo sư Kinh tế của Đại học Yale, Irving Fisher, ban đầu được nhà vật lý học nổi tiếng của Yale, Josiah Willard Gibbs đào tạo.  Tương tự, Jan Tinbergen, người đã giành giải thưởng tưởng niệm Nobel đầu tiên về khoa học kinh tế năm 1969 vì đã phát triển và áp dụng các mô hình động để phân tích các quá trình kinh tế, nghiên cứu vật lý với Paul Ehrenfest tại Đại học Leiden. Cụ thể, Tinbergen đã phát triển mô hình lực hấp dẫn của thương mại quốc tế, mà đã trở thành đặc điểm của kinh tế quốc tế.
Kinh tế học đã được bắt đầu vào giữa những năm 1990 bởi một số nhà vật lý làm việc trong lĩnh vực cơ học thống kê. Không hài lòng với các giải thích và cách tiếp cận truyền thống của các nhà kinh tế - thường ưu tiên các cách tiếp cận đơn giản hóa vì lợi ích của các mô hình lý thuyết hòa tan so với thỏa thuận với dữ liệu thực nghiệm - trước tiên họ đã thử áp dụng các công cụ và phương pháp từ hiện tượng vật lý kinh tế chung.
Một động lực đằng sau vật lý kinh tế phát sinh tại thời điểm này là sự sẵn có đột ngột của một lượng lớn dữ liệu tài chính, bắt đầu từ những năm 1980. Rõ ràng là các phương pháp phân tích truyền thống là không đủ - các phương pháp kinh tế tiêu chuẩn xử lý các tác nhân đồng nhất và cân bằng, trong khi nhiều hiện tượng thú vị hơn trên thị trường tài chính phụ thuộc cơ bản vào các tác nhân không đồng nhất và các tình huống không cân bằng.
Thuật ngữ "vật lý kinh tế" được H. Eugene Stanley nêu ra để mô tả số lượng lớn các bài báo được viết bởi các nhà vật lý trong các vấn đề của thị trường (chứng khoán và các loại khác), trong một hội nghị về vật lý thống kê ở Kolkata (trước đây là Calcutta) xuất hiện trong ấn phẩm tố tụng của nó trong Physica A 1996. Cuộc họp khai mạc về vật lý kinh tế học được János Kertész và Imre Kondor tổ chức vào năm 1998 tại Budapest.